# Sida bakeriana
Sida bakeriana là một loài thực vật có hoa trong họ Cẩm quỳ. Loài này được Rusby ex Baker f. miêu tả khoa học đầu tiên năm 1894.